# Scaphiophryne spinosa
Espèce
Statut de conservation UICN

 LC  : Préoccupation mineure
Scaphiophryne spinosa est une espèce d'amphibiens de la famille des Microhylidae.

## Répartition
Cette espèce est endémique de Madagascar. Elle se rencontre entre 100 et 1 100 m d'altitude dans l'est de l'île,.

## Publication originale
- Steindachner, 1882 : Batrachologische Beiträge. Sitzungsberichte der Kaiserlichen Akademie der Wissenschaften. Mathematisch-Naturwissenschaftliche Classe, Wien, vol. 85, p. 188-194 (texte intégral).